# 노량진역 열차 충돌 사고
노량진역 열차 충돌 사고(鷺梁津驛列車衝突事故)는 1990년 1월 28일 오후 2시 45분쯤, 노량진역 구내에서 통일호 열차와 유조열차가 충돌하면서 인명 및 재산 피해를 야기한 사고이다.

## 사고 개요
설 연휴 마지막날인 사고 당일, 승객 366명을 태우고 서울역을 출발하여 장항역으로 가던 제 423호 통일호 열차가 노량진역을 통과하는 순간 가장 끝 쪽의 객차 2량이 탈선하면서 반대 선로로 넘어갔고, 맞은 편에서 달려오던 유조열차와 정면 충돌하였다.

## 피해 규모
이 사고로 열차승객 2명이 그 자리에서 사망하고 50여 명의 승객이 중경상을 입었다. 또한 충돌 객차와 기관차가 대파되었으며 사고 수습 및 복구가 완료되는 시점까지 상행선 열차를 1호선 철길을 통해 운행하는 등 파행과 차질을 빚었으며 하행선은 전면 통제되는 사태를 맞이하였다.

## 사고 원인
사고의 직접적인 원인은 전철기(선로 전환기)의 작동 착오로 밝혀졌다. 통일호 열차가 지나가는 순간 전철기가 오작동하게 되면서 열차의 탈선을 야기하였으며 달리던 관성으로 인하여 반대편 철길로 넘어가면서 충돌 사고가 발생하였던 것으로 알려졌으나 추가적인 사고 원인을 조사하던 중 전철기를 조작하는 직원의 과실이었음을 밝혀 내기에 이르렀다. 이 사고의 여파로 신호 보안원 등이 구속 기소되었다.